# ونسا مدی
ونسا هاو مدی (زاده ۷ ژوئن ۱۹۸۸)، خواننده رپ، شخصیت تلویزیونی و مجری رادیویی تانزانیایی است.
او بعداً به عنوان مجری رادیو و تلویزیون به شهرت رسید و میزبان برنامه‌های جستجوی ستاره حماسی Bongo و چالش دوم برای ITV Tanzania بود و سپس در اواخر سال ۲۰۱۲ با گروه موسیقی B'Hits قرارداد امضا کرد.
ونسا مدی در چندین قسمت MTV Shuga Down South در نقش «استورمی خانم گلم» ظاهر شده‌است.
ونسا مدی در ۷ ژوئن ۱۹۸۸ در آروشا، سومین شهر بزرگ تانزانیا به دنیا آمد. مدی پس از بزرگ شدن در نیویورک، پاریس، نایروبی و آروشا با فرهنگ‌های مختلف آشنا شد. او تحصیلات متوسطه و سطح عالی خود را در دبیرستان مدرن آروشا انجام داد. مدی در دانشگاه کاتولیک آفریقای شرقی برای ادامه تحصیل در رشته حقوق تحصیل کرد. مدی به سرعت با بسیاری از اشکال مختلف هنرهای خلاقانه و نمایشی آشنا شد.
شایعه شده‌است که ونسا مدی تعدادی روابط عاشقانه داشته‌است، اما تنها رابطه تأیید شده او، ستاره موسیقی تانزانیایی، جوما جوکس است. این زوج به مدت شش سال قبل از جدایی نهایی در سال ۲۰۱۸ با یکدیگر رابطه داشتند که آنها متقابلاً توافق کردند که قبل از اینکه ونسا این خبر را در مصاحبه ای در سال ۲۰۱۹ فاش کند، مخفی بماند جوما جوکس بعداً در مصاحبه‌ای فاش کرد که اولین جدایی او از خواننده در نتیجه عکسی از ونسا با خواننده رپ نیجریه‌ای، آیس پرینس بود. شایع شده بود ونسا یک رابطه عاشقانه با سوپراستار آمریکایی، تری سونگز داشته، که بعداً در مصاحبه ای آن را رد کرد.